# سسک بیشه کنارخاکستری
سسک بیشه کنارخاکستری (نام علمی: Cettia brunnifrons)، یک گونه از سسک‌های بیشه (خانوادهٔ سسکان بیشه) است که در گذشته در مجموعهٔ «سسکان جهان قدیم» گنجانده شده بود.

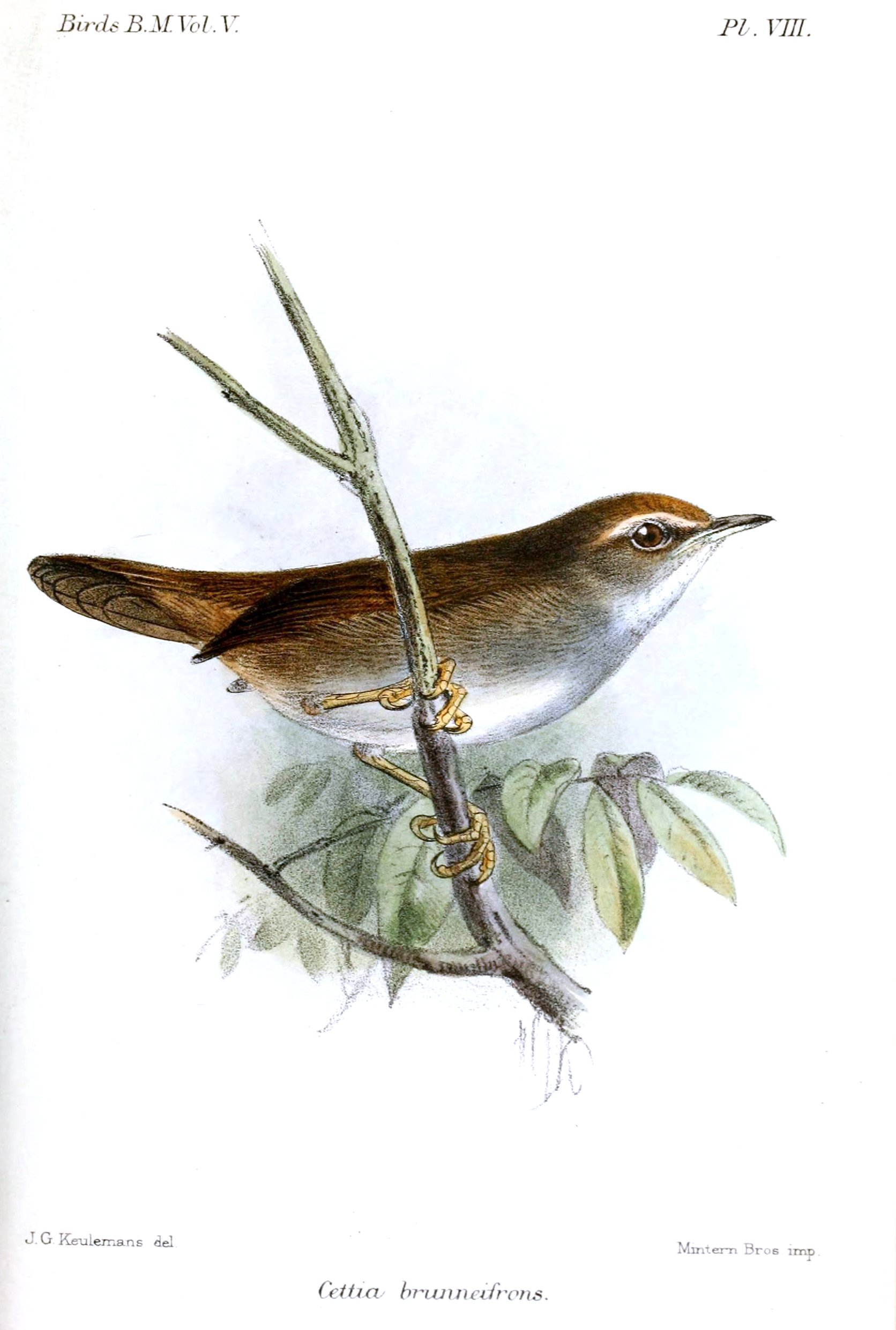
نگاره توسط Keulemans، ۱۸۸۱

از شمال پاکستان تا مرکز چین یافت می‌شود.
- نیاز به یادآوری است که در بسیاری از گونه‌های پرندگان، واژۀ «پهلو» (flank) به کار می‌رود اما در این گونه، با توجه به موقعیت  رنگ خاکستری در کنار سینه و شکم، به جای واژۀ پهلو، همانند واژۀ انگلیسی از «کنار» (side) بهره‌گیری شد.